# Jesús Glaría
Jesús Glaría Jordán (Villafranca, 1942. január 2. – L’Espluga de Francolí, 1978. szeptember 19.) spanyol válogatott labdarúgó.
A spanyol válogatott tagjaként részt vett az 1966-os világbajnokságon.
Autóbalesetben hunyt el 36 évesen.

## Sikerei, díjai
Atlético Madrid
- Kupagyőztesek Európa-kupája (1): 1961–62
- Spanyol bajnok (1): 1965–66
- Spanyol kupa (2): 1960–61, 1964–65